# 下厄夫林根
下厄夫林根是德国莱茵兰-普法尔茨州的一个市镇。总面积8.17平方公里，总人口440人，其中男性228人，女性212人（2011年12月31日），人口密度54人/平方公里。